# 2. Feldhockey-Bundesliga 2006/07 (Herren)
Die Saison 2006/07 begann am 30. September 2006 und endete – unterbrochen von der Hallensaison – am 30. Juni 2007.

## Abschlusstabellen
Legende:

| (A) | Absteiger aus der 1. Bundesliga |
| (N) | Aufsteiger aus der Regionalliga |
|     | Aufsteiger in die 1. Bundesliga |
|     | Absteiger in die Regionalliga   |

| Platz | Club                  | Spiele | Tore   | Punkte |
| ----- | --------------------- | ------ | ------ | ------ |
| 1.    | Düsseldorfer HC       | 18     | 126:19 | 54     |
| 2.    | Rot-Weiss Köln        | 18     | 64:44  | 39     |
| 3.    | RTHC Bayer Leverkusen | 18     | 49:43  | 35     |
| 4.    | Hannover 78           | 18     | 58:49  | 27     |
| 5.    | Rheydter SV           | 18     | 42:41  | 24     |
| 6.    | Blau-Weiss Köln       | 18     | 45:58  | 22     |
| 7.    | Marienburger SC       | 18     | 35:61  | 19     |
| 8.    | Marienthaler THC (N)  | 18     | 40:60  | 16     |
| 9.    | ETuF Essen (N)        | 18     | 27:65  | 13     |
| 10.   | Schwarz-Weiß Köln     | 18     | 19:65  | 7      |

| Platz | Club                    | Spiele | Tore  | Punkte |
| ----- | ----------------------- | ------ | ----- | ------ |
| 1.    | Nürnberger HTC          | 18     | 64:35 | 37     |
| 2.    | Rüsselsheimer RK (A)    | 18     | 50:24 | 37     |
| 3.    | SC Frankfurt 1880       | 18     | 46:31 | 33     |
| 4.    | Zehlendorfer Wespen (A) | 18     | 53:39 | 32     |
| 5.    | Mannheimer HC (N)       | 18     | 50:38 | 28     |
| 6.    | Rot-Weiß München        | 18     | 52:41 | 28     |
| 7.    | Dürkheimer HC           | 18     | 45:44 | 23     |
| 8.    | HC Heidelberg           | 18     | 26:52 | 15     |
| 9.    | Osternienburger HC (N)  | 18     | 31:78 | 9      |
| 10.   | TuS Lichterfelde        | 18     | 22:57 | 8      |